# الأسود بن أبي البختري
الصحابي الأسود بن أبي البختري واسمه العاص بن هاشم بن الحارث بن أسد بن عبد العزى بن قصي القرشي الأسدي أمة عاتكة بنت أمية بن الحارث بن أسد قتل أبوه يوم بدر كافرا وأسلم هو يوم الفتح وقال الزبير بن بكار حدثنا سفيان بن عيينة عن عمرو بن دينار قال بعث معاوية بسر بن أبي أرطأة إلى المدينة وأمره أن يستثير رجلا من بني أسد يقال له الأسود بن فلان فلما دخل المسجد سد الأبواب وأراد قتلهم حتى نهاه الأسود قال الزبير هو الأسود بن أبي البختري وكان الناس اصطلحوا عليه بالمدينة أيام حرب علي ومعاوية وذكر الزبير أيضا أنه قال لأخته أم عبد الله بنت أبي البختري لما أرسل زوجها عدي بن نوفل يطلبها إذا استعمله عمر على حضر موت قد بلغ الأمر من بن عمك فاشخصي إليه ففعلت وفي ابنه سعيد بن الأسود تقول امرأة:
وكان سعيد بن الأسود هذا رجلا في أيام عثمان قال ابن أبي شيبة حدثنا عفان حدثنا معتمر سمعت أبي عن أبي نضرة عن أبي سعيد مولى بني أسيد فذكر حديث قتل عثمان بطوله وفيه ولقد رأيت سعيد بن الأسود بن أبي البختري وأنه ليضرب رجلا بعرض السيف ولو شاء أن يقتله لقتله ولكن عثمان عزم عليهم فأمسكوا.

## أنظر أيضاً
- أبو البختري بن هشام.